# Al Oerter
Alfred Adolph »Al« Oerter mlajši, ameriški atlet, * 19. september 1936, New York, ZDA, † 1. oktober 2007, Fort Myers, Florida, ZDA.
Oerter je nastopil na poletnih olimpijskih igrah v letih 1956 v Melbournu, 1960 v Rimu, 1964 v Tokiu in 1968 v Ciudad de Méxicu. V metu diska je kot prvi športnik dosegel štiri zaporedne zmage na poletnih olimpijskih igrah v eni disciplini. Zmagal je tudi na Panameriških igrah leta 1959 v Chicagu. 18. maja 1962 je postavil svoj prvi svetovni rekord v metu diska s 61,60 m. Veljal je le slab mesec, ko ga je izboljšal Vladimir Trusenjev. Toda 1. julija 1962 ga je z metom 62,45 m ponovno osvojil, nato pa še popravil na 62,62 m 27. aprila 1963 in še zadnjič na 62,94 m 25. aprila 1964. Rekord je veljal do avgusta istega leta, ko ga je izboljšal Ludvík Daněk.
Leta 2012 je bil sprejet v novoustanovljeni Mednarodni atletski hram slavnih, kot eden izmed prvih štiriindvajsetih atletov.